# Digonella
Digonella is een geslacht van uitgestorven brachiopoden, dat leefde tijdens het Midden-Jura.

## Beschrijving
Deze 2,5 centimeter lange brachiopode kenmerkt zich door de langwerpige, ovale tot zakvormige schelp en bolle kleppen, die op elkaar sluiten met een rechte commissuur (raaklijn waarlangs de kleppen op elkaar vallen) en slechts bezet zijn met zeer dunne groeistrepen. De schelp is in de buurt van de voorkant het breedst, terwijl de bovenkant aan de achterkant is afgevlakt. De korte en gekromde pedunculus verlaat de schelp via een grote opening. Het geslacht bewoonde ondiepe wateren, waar het zich met de pedunculus vasthechtte aan schelpresten en leefde in zachte modder.